# Luigina Bissoli
Luigina Bissoli (* 21. Januar 1956 in Vigonza) ist eine ehemalige italienische Radrennfahrerin.
1975 und 1977 wurde Luigina Bissoli italienische Meisterin im Straßenrennen. 1976 wurde sie kurz hintereinander sowohl Vize-Weltmeisterin auf der Bahn in der Einerverfolgung wie auch auf der Straße im Einzelrennen. 1978 sowie 1979 wurde sie jeweils Dritte in der Verfolgung.
Am 6. Dezember 1978 stellte Bissoli im Mailänder Palasport gleich drei Weltrekorde auf, über 200 Meter fliegend (13,178 s), über 500 Meter fliegend (34,322s) sowie über 1000 Meter fliegend (1:14,325s).